# Kabardí
El kabardí (къэбэрдеибзэ) és una llengua caucasiana, força propera a l'adigué, i que és parlada pels kabardins, un poble circassià que viu a la República de Kabardino-Balkària, pertanyent a Rússia. També és parlat per la diàspora circassiana que marxà a Jordània, Turquia, Síria i els EUA.

## Característiques
Té 47 o 48 fonemes consonàntics, dels quals 22 o 23 són fricatius, depenent si hom considera [h] un fonema, però això contrasta amb només dos fonemes vocàlics. És una de les poques llengües que té una clara distinció entre africades ejectives i fricatives ejectives.
El kabardí s'escriu en alfabet ciríl·lic, i com totes les llengües caucasianes del nord-oest, té un complex sistema verbal. És una llengua ergativa.

## Dialectes
El kabardí té dos dialectes, besleney i terek (aquest últim base de la llengua literària). Alguns lingüistes afirmen que el kabardí és només un dialecte de l'adigué o circassià, que consta de tots els dialectes de l'adigué i del kabardí plegats, i els kabardins mateixos anomenen la seva llengua adighabze ('llengua adigué'). Molts lingüistes, inclòs Georges Dumézil, han usat els termes circassià oriental (kabardí) i circassià occidental (adigué) per a evitar confusions, però els termes "circassià" i "kabardí" es poden trobar en literatura lingüística. Hi ha moltes claus fonètiques i lèxiques diferents que creen una separació raonablement ben definida entre els dos dialectes circassians, però el grau en què són mútuament intel·ligibles encara no és determinat. L'afer es complica per l'existència del besleney, que sovint és considerat un dialecte del kabardí, però que té molts trets en comú amb alguns dialectes de l'adigué.
Des del 2004, la televisió pública turca TRT fa un programa de mitja hora a la setmana en el dialecte terek del kabardí.

## Literatura
Kazi Atazhukin en va compondre el primer llibre el 1864, però la literatura pròpiament dita no es faria fins després de la Revolució russa del 1917. Hi destacaren Beqmurza Patxev (1854-1936) amb Qeberdey (1925) i La daga (1910); Adam Xogentsukov (1916) amb Madina (1961) i La primavera de Sufiat (1956); Ali Xogentsukov (1900-1941) amb Madina (1931) i Kambot i Liatsa (1938); Amirkhan Xomakhov (1910) amb Zaranshu (Sota el foc, 1958) i Maledicció sobre el Terek (1968); Askerbi Xortanov (1916) amb Betal Kalmykov (Sempre en la sella, 1970) i Aul batyr (1939); P. D. Xelikhatxev (1879-1937), A. A. Khaupatxev (1882-1972), B. Kuaxev (1920-1957) i A. Kieshokov amb Tarvo (1919), Tejo (1954) i Terra de joventut (1948).